# William Dameshek
William Dameshek (* 22. Mai 1900 in Woronesch; † 6. Oktober 1969 in New York) war ein US-amerikanischer Hämatologe.

## Leben
William Dameshek wurde 1900 als Zeʾev Dameshek in Russland geboren. Als er drei Jahre alt war, emigrierte seine Familie in die USA, wo sie sich in Medford (Massachusetts) niederließ. Ihren Sohn benannten die Eltern in William um. Er besuchte die Boston’s English High School und studierte bis 1923 Medizin an der Harvard University. Im gleichen Jahr heiratete er Rose (Ruddy) Thurman. Mit ihr bekam er zehn Jahre später eine Tochter, Elinor.
Sein Internship und Residency absolvierte er am Boston City Hospital, wo er im hämatologischen Labor tätig war. Seine erste Publikation „The reticulated blood cells – their clinical significance.“ („Die Retikulozyten und ihre klinische Bedeutung“) entstand 1926 dort. Drei Jahre später ging Dameshek an das Beth Israel Hospital in Boston. Neun Jahre lang war er dort Leiter der Hämatologischen Klinik. Danach ging er an das New England Medical Center, das heutige Tufts Medical Center. Dort richtete Dameshek ein hämatologisches Forschungslabor ein und arbeitete 26 Jahre als Leiter der Hämatologie und als Hochschullehrer.
William Dameshek war an der Gründung der International Society of Hematology beteiligt und war einer ihrer ersten Präsidenten. Er war 1946 Begründer der Zeitschrift Blood, 1958 Mitbegründer der American Society of Hematology und 1964 deren Präsident. 1963 wurde er in die American Academy of Arts and Sciences gewählt.
Dameshek schuf 1951 das Konzept der „myeloproliferativen Syndrome“. Das Spaet-Dameshek-Syndrom wurde 1952 von Dameshek und T. H. Spaet beschrieben.
1966 verließ Dameshek das New England Medical Center als emeritierter Professor und ging nach New York City an die Mount Sinai Medical School.
William Dameshek verstarb 1969 bei einer Operation am offenen Herzen wegen einer Aortendissektion.

## Schriften (Auswahl)
- William Dameshek: Leukopenia and Agranulocytosis (1944)
- William Dameshek: Hemolytic Syndromes (1949)
- William Dameshek: Some speculations on the myeloproliferative syndromes. Blood 6 (1951), 372-5 PMID 14820991 Volltext
- William Dameshek: The Hemorrhagic Disorders (1955)
- William Dameshek, Frederick Gunzs: Leukemia, Grune & Stratton, New York 1958

## Ehrungen
Dameshek erhielt mehrere Honorarprofessuren an Universitäten in der ganzen Welt. Die American Society of Hematology verleiht jährlich den Dameshek-Preis für hervorragende Beiträge in der Hämatologie.
Dameshek erhielt folgende Auszeichnungen:
- Certificate of Merit der American Medical Association (1942)
- Billings Silver Medal (1952 und 1953)
- Premio Ferrata Medal (1958)
- Miller O. Thompson Gold Medal der American Geriatrics Society (1968)